# Harrisburg
Harrisburg je hlavní město amerického státu Pensylvánie. Krom toho je sídelní město kraje Dauphin. Podle výsledku sčítání lidu v roce 2010 v něm žilo 48 528 obyvatel, čímž se řadí na 10. místo největších měst tohoto státu. V jeho aglomeraci však žije až k půl milionu lidí. Je pojmenováno podle prvního evropského přistěhovalce, který se na tomto místě usadil.

## Poloha
Harrisburg leží na jihozápadní hranici Dauphin County, který je situován do jihovýchodního kvadrantu státu Pensylvánie. Je vzdálen asi 169 km jihozápadně od velkoměsta Philadelphia. Městem protéká řeka Susquehanna.

## Historie
Místo, na kterém Harrisburg leží, bylo obýváno původními indiánskými kmeny; až 3000 před n. l. První kontakt s nimi z řad evropských cestovatelů provedl kapitán John Smith v roce 1608. V roce 1719 se zde usadili první evropští přistěhovalci – John Harris, Sr. – anglický obchodník, jehož syn v roce 1785 začal plán učinit z osady město, čehož se podařilo dosáhnout v roce 1791 a v roce 1812 se Harrisburg stal hlavním městem státu.
V první polovině 19. století byl Harrisburg významnou křižovatkou pro otroky v tzv. podzemní železnici, který spojoval východní přístavní města, cestu podél Susqahanny a severní cestu do východokanadských provincií.
Během války Severu proti Jihu bylo v Harrisburgu velké výcvikové centrum pro vojáky Unie. V 2. pol 19. století se Harrisburg stal významnou železniční křižovatkou, spojující americký východ a středozápad.
V březnu 1979 došlo v nedaleké jaderné elektrárně Three Mile Island k havárii 5. stupně, kdy radioaktivita unikla do okolí.

## Současnost
V roce 1981 byl poprvé zvolen současný starosta města, Steven Reed, který inicioval významnou ekonomickou přeměnu města, s cílem posílit jak ekonomiku, tak turistický ruch ve městě. Současně od té doby v Harrisburgu vzniklo několik muzeí, hotelů, ale též obchodní a rezidenční čtvrti.

## Klima
Harrisburg má klima, které odpovídá americkému severovýchodu nížinných poloh (město leží v nadmořské výšce 98 m n. m.). Klima je ovlivněno relativní blízkostí západního pobřeží Atlantského oceánu a tamního Golfského proudu, takže teploty se pohybují v zimě kolem bodu mrazu až po 20-30 °C v létě, s tím, že v červenci mohou překročit „tropickou“ čtyřicítku. Průměrné roční srážky činí 1052,8 mm.

## Demografie

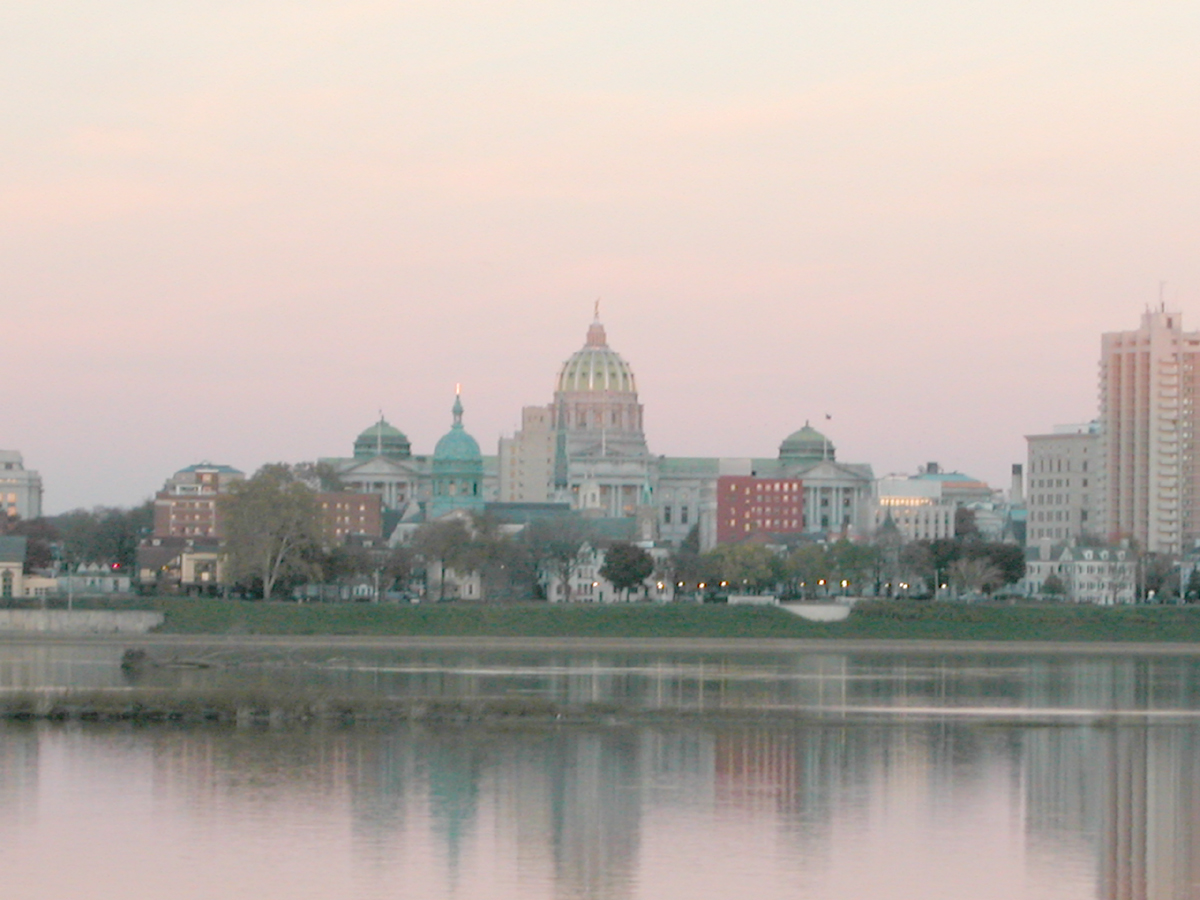

Podle sčítání lidu z roku 2010 zde žilo 49 528 obyvatel. Podle sčítání lidu z roku 2000 bylo ve městě Harrisburg 24 316 obytných jednotek a 20 561 domácností, ve kterých žilo 10 917 rodin.

### Rasové složení
- 30,7% Bílí Američané
- 52,4% Afroameričané
- 0,5% Američtí indiáni
- 3,5% Asijští Američané
- 0,1% Pacifičtí ostrované
- 7,8% Jiná rasa
- 5,2% Dvě nebo více ras

Obyvatelé hispánského nebo latinskoamerického původu, bez ohledu na rasu, tvořili 18,0% populace.

### Věkové složení
- 28,2 % do 18 let
- 9,2 % 18-26 let
- 31 % 26-44 let
- 20,8 % 45-64 let
- 10,9 % nad 65 let

## Média
V Harrisburgu mají sídlo dva deníky (The Sentinel a The Press and Journal) s nákladem přes 100 tisíc výtisků. Kromě nich existuje dalších pět periodik.
Z celkem devíti televizních stanic, které v Harrisburgu fungují, je 7 komerčních, jeden nezávislý a jeden, který je kabelový a současně veřejně přístupný (WHBG).
Dále je zde 15 AM a 22 FM rádiových stanic s různým tematickými pojetími a cílovými skupinami.

## Kultura
Harrisburg má dvě místa vhodná pro velké kulturní akce: Whitaker Center for Science and the Arts, a The Forum, ve kterém nacvičuje symfonický orchestr města a do kterého se vejde 1763 diváků.
Neméně impozantní je Pennsylvania State Farm Show Arena – největší místo pro výstavy nebo sněmy na východním pobřeží a několik menších hal a sálů a kolem půl tuctu muzeí – a to buď tematických nebo reprezentující celý stát Pensylvánie.
Pro chvíle oddechu a rekreace město nabízí šest parků. Některé z nich se nazývají Lake Parks, tedy parky s vybudovanými rybníky či jezírky.
Památníky
- Holocaust Memorial for the Commonwealth of Pennsylvania

## Sport
Harrisburg je sídle 7 poloprofesionálních nebo profesionálních sportovních týmů. Většina z nich vznikla až v posledních několika letech. Nejstarší z nich, baseballový tým Harrisburg Senators, byl ovšem založen v roce 1987. Ostatní zahrnují fotbal, americký fotbal, halový fotbal a basketbal.

## Vládní budovy

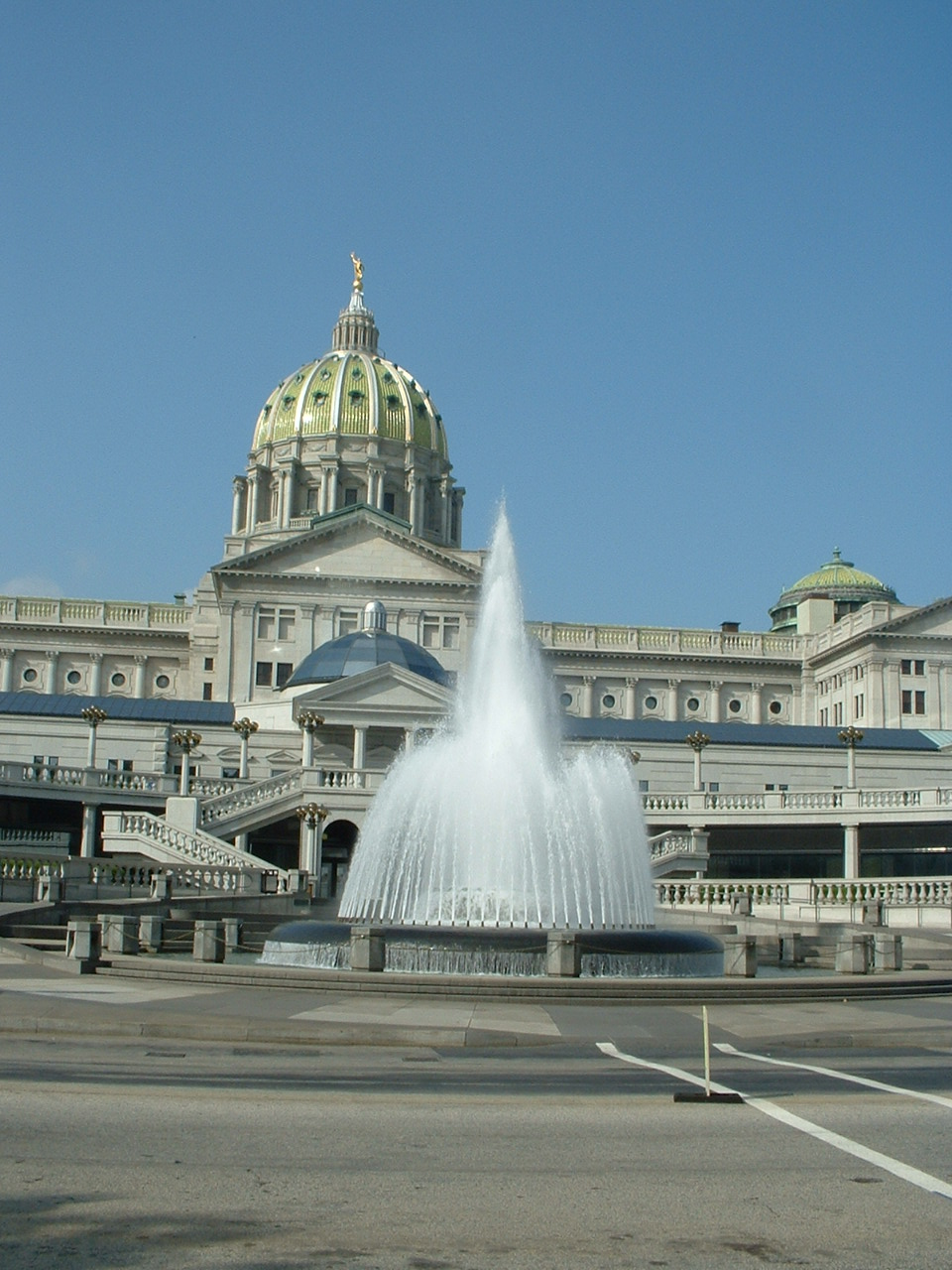
Pennsylvania State Capitol

Vládní budovy v Harrisburgu zahrnují:
- Pennsylvania State Capitol Complex – státní kapitol
- Dr. Martin Luther King, Jr. City Government Center – radnice
- Commonwealth Judicial Center
- Ronald Reagan Federal Building and Courthouse

## Univerzity a školy
Pro vzdělání je v Harrisburgu zřízen Harrisburg School District, který každoročně musí zvládnout zápis nebo přijímací proces několika tisíc žáků a studentů.
V městě (po vzoru americké školského systému obecně) fungují státní i soukromé školy. Soukromých je cca 40 a tematicky jsou stratifikované od náboženských škol, přes akademie po přípravky na univerzity.
Univerzit přímo v Harrisburgu je sedm (včetně Harrisburg Area Community College coby jeden z jejích kampusů). V okolí města se pak nachází dalších 13 míst pro studium na úrovni vysoké školy.

## Osobnosti města
- Newt Gingrich (* 1943), politik
- Glenn Branca (1948–2018), avantgardní hudební skladatel a kytarista
- Dan Hartman (1950 – 1994), zpěvák, skladatel a hudební producent

## Partnerská města
- Ma'alot-Taršicha, Izrael
- Pachuca, Mexiko